# Sammy Davis Jr.
Samuel George "Sammy" Davis, Jr. (8. december 1925 i Harlem – 16. maj 1990 i Beverly Hills) var en amerikansk sanger, danser, skuespiller, komiker, filmproducer og instruktør.
I en alder af 3 år begyndte Davis sin karriere i vaudeville med sin far Sammy Davis Sr. og Will Mastin Trio, som turnerede i USA, og hans filmkarriere begyndte i 1933. Efter værnepligt vendte Davis tilbage til trioen, og blev en sensation på ultrakort tid efter en optræden på natklubben Ciro's (i West Hollywood) efter the Oscaruddelingen 1952. Sammen med trioen begyndte han at indspille musik. I 1954, i en alder af 29 år, mistede han sit venstre øje i et trafikuheld. Mange år senere konverterede han til jødedommen, hvor han fandt ligheder mellem de afroamerikanere og det jødiske samfund.
Han fik en rolle på Broadway i Mr. Wonderful med Chita Rivera (1956). I 1960 optrådte han i Rat Pack filmen Ocean's 11. Han vendte tilbage til scenen i 1964 i musical-udgaven af Clifford Odets' Golden Boy sammen med Paula Wayne. Davis blev nomineret til en Tony Award for sin rolle. Opsætningen indeholdt også det først kys mellem sorte og hvide på Broadway. I 1966 fik han sit eget tv-show kaldet The Sammy Davis Jr. Show. Davis karriere gik langsommere i slutningen af 1960'erne, men han største hit, "The Candy Man", nåede toppen af Billboard Hot 100 i juni 1972, og han blev stjerne i Las Vegas, hvilket gav ham kælenavnet "Mister Show Business".
Davis' popularitet hjalp med at nedbryde racebarrieren i den seggregerede underholdningsindustri. Han havde dog et komplekst forhold til det sorte samfund, og blev kritiseret efter offentligt at have støttet præsident Richard Nixon i 1972. En dag på golfbanen med Jack Benny blev han spurgt hvad hans handicap var. Til dette svarede han "Handicap? Snak om handicap. Jeg er en enøjet neger, som er jøde." Dette blev han signaturkommentar, som er blevet beskrevet i hans selvbiografi og i mange artikler.
Efter at være blevet genforenet med Frank Sinatra og Dean Martin i 1987 turnerede Davis med dem og Liza Minnelli i hele verden indtil sin død i 1990. Han døde med gæld til Internal Revenue Service, og hans dødsbo var genstand for en juridisk disput efter hans kone døde. Davis blev tildelt Spingarn Medal af NAACP og blev nomineret til både Golden Globe Award og en Emmy Award for sin optræden på tv. Han modtog Kennedy Center Honors i 1987, og i 2001 modtog han Grammy Lifetime Achievement Award posthumt.

## Diskografi

### Decca Records
- 1955 Starring Sammy Davis Jr.
- 1955 Just for Lovers
- 1956 Mr. Wonderful
- 1956 Here's Lookin' at You
- 1957 Sammy Swings
- 1957 It's All Over but the Swingin'
- 1957 Boy Meets Girl (with Carmen McRae)
- 1958 Mood to Be Wooed
- 1958 All The Way... and Then Some!
- 1959 Sammy Davis, Jr. at Town Hall
- 1959 Porgy and Bess (with Carmen McRae)
- 1960 Sammy Awards
- 1960 I Gotta Right to Swing
- 1961 Mr. Entertainment
- 1963 Forget-Me-Nots for First Nighters
- 1965 Try a Little Tenderness (re-release of Mood to Be Wooed)

### Reprise Records
- 1961 The Wham of Sam
- 1961 As Long as She Needs Me
- 1962 Sammy Davis Jr. Belts the Best of Broadway
- 1962 The Sammy Davis Jr. All-Star Spectacular
- 1962 What Kind of Fool Am I and Other Show-Stoppers
- 1963 Sammy Davis Jr. at the Cocoanut Grove (live)
- 1964 Sammy Davis Jr. Salutes the Stars of the London Palladium
- 1964 The Shelter of Your Arms
- 1964 Sammy Davis Jr. Sings Mel Tormé's "California Suite"
- 1964 Sammy Davis Jr. Sings the Big Ones for Young Lovers
- 1965 When the Feeling Hits You! (with Sam Butera and the Witnesses)
- 1965 If I Ruled the World
- 1965 The Nat King Cole Songbook
- 1965 Sammy's Back on Broadway
- 1966 The Sammy Davis Jr. Show
- 1966 The Sounds of '66 (live, with Buddy Rich)
- 1966 Sammy Davis, Jr. Sings and Laurindo Almeida Plays (with Laurindo Almeida)
- 1967 That's All! (live)
- 1967 Sammy Davis, Jr. Sings the Complete 'Dr. Dolittle'
- 1968 Lonely Is the Name
- 1968 I've Gotta Be Me
- 1968 Sammy Davis Jr.
- 1969 The Goin's Great
- 1970 Sammy Steps Out

### Verve Records
- 1965 Our Shining Hour (with The Count Basie Orchestra)

### Motown Records
- 1970 Something for Everyone
- 1971 Let There Be Love
- 1984 Hello Detroit (12 inch single)

### MGM Records
- 1972 Sammy Davis Jr. Now
- 1972 Portrait of Sammy Davis Jr.
- 1973 It's A Musical World
- 1973 Sammy Davis Jr. & Count Basie reissue of Our Shining Hour with alternate vocals and some alternate takes
- 1974 I'm Not Anyone, Single
- 1974 That's Entertainment!
- 1975 Sammy
- 1977 In Person '77
- 1978 Stop The World I Want To Get off
- 1979 Hearin' Is Believin'

### 20th Century Records
- 1976 The Song and Dance Man
- 1977 Sings The Great TV Tunes

### Applause Records
- 1981 Closest of Friends

## Filmografi
- Rufus Jones for President (1933) – Rufus Jones
- Seasoned Greetings (1933) – Henry Johnson – Store Customer
- Sweet and Low (1947) – Member, Will Maston Trio
- Meet Me in Las Vegas (1956) – Sammy Davis Jr. (voice, uncredited)
- Anna Lucasta (1958) – Danny Johnson
- Porgy and Bess (1959) – Sportin' Life
- Ocean's 11 (1960) – Josh Howard
- Pepe (1960) – Sammy Davis Jr.
- Sergeants 3 (1962) – Jonah Williams
- Convicts 4 (1962) – Wino
- Three Penny Opera (1963 film) (de) (1963) – Street Singer
- Johnny Cool (1963) – Educated
- Robin and the 7 Hoods (1964) – Will
- Nightmare in the Sun (1965) – Truck driver
- The Second Best Secret Agent in the Whole Wide World (1965, title song) – Singer behind opening credits (uncredited)
- A Man Called Adam (1966) – Adam Johnson
- Alice in Wonderland (or What's a Nice Kid Like You Doing in a Place Like This?) (1966) - Cheshire Cat
- Salt and Pepper (1968) – Charles Salt
- The Fall (1969)
- The Pigeon (1969) - Larry Miller
- Sweet Charity (1969) – Big Daddy
- One More Time (1970) – Charles Salt
- Elvis: That's the Way It Is (1970)
- The Trackers (1971) – TV movie with Ernest Borgnine
- Diamonds Are Forever (1971) – Casino Punter (deleted scene)
- Save the Children (1973)
- Poor Devil (1973; unsold pilot of a TV series)
- Gone with the West, also known outside the U.S. as Little Moon and Jud McGraw (1975) – Kid Dandy
- Madeleine (1977) – Spud The Scarecrow (singing voice)
- Sammy Stops the World (1978) – Littlechap
- The Cannonball Run (1981) – Morris Fenderbaum
- Heidi's Song (1982) – Head Ratte (voice)
- Cracking Up (1983)
- Broadway Danny Rose (1984) – Thanksgiving Parade's Grand Marshall (uncredited)
- Cannonball Run II (1984) – Morris Fenderbaum
- Alice in Wonderland (1985) – The Caterpillar / Father William
- That's Dancing! (1985)
- Knights of the City (1986)
- The Perils of P.K. (1986)
- Moon over Parador (1988)
- Tap (1989) – Little Mo
- The Kid Who Loved Christmas (1990) – Sideman (final film role)